# 110 mètres haies aux Jeux olympiques d'été de 2008
Navigation
Athènes 2004 Londres 2012
L'épreuve du 110 mètres haies aux Jeux olympiques d'été de 2008 a eu lieu les 18, 19, le 20 et 21 août 2008 dans le Stade national de Pékin.
Les limites de qualifications étaient de 13 s 55 (limite A) et 13 s 72 (limite B).

## Records
Avant cette compétition, les records dans cette discipline étaient les suivants :
| Record du monde  | 12 s 87 | Dayron Robles | Cuba  | 12 juin 2008 | Ostrava |
| Record olympique | 12 s 91 | Liu Xiang     | Chine | 27 août 2004 | Athènes |

## Médaillés
| Or            | Argent      | Bronze       |
| Dayron Robles | David Payne | David Oliver |

## Résultats

### Finale (21 août)
| Rang | Pays       | Athlète          | Temps        |
| ---- | ---------- | ---------------- | ------------ |
| 1    | Cuba       | Dayron Robles    | 12 s 93      |
| 2    | États-Unis | David Payne      | 13 s 17 (SB) |
| 3    | États-Unis | David Oliver     | 13 s 18      |
| 4    | France     | Ladji Doucouré   | 13 s 24      |
| 5    | Pologne    | Artur Noga       | 13 s 36      |
| 6    | Jamaïque   | Maurice Wignall  | 13 s 46      |
| 7    | Jamaïque   | Richard Phillips | 13 s 60      |
| 8    | Espagne    | Jackson Quiñónez | 13 s 69      |

### Demi-finales (20 août)
Il y a eu deux demi-finales. Les quatre premiers de chaque course ont été qualifiés (Q) pour la finale.
| Rang | Pays       | Athlète                | Temps          |
| ---- | ---------- | ---------------------- | -------------- |
| 1    | Cuba       | Dayron Robles          | 13 s 12 Q      |
| 2    | États-Unis | David Payne            | 13 s 21 Q (SB) |
| 3    | France     | Ladji Doucouré         | 13 s 22 Q (SB) |
| 4    | Jamaïque   | Richard Phillips       | 13 s 43 Q (SB) |
| 5    | Grèce      | Konstadinos Douvalidis | 13 s 55        |
| 6    | Pays-Bas   | Gregory Sedoc          | 13 s 60        |
| 7    | Tchéquie   | Petr Svoboda           | 13 s 60        |
| 8    | Colombie   | Paulo Villar           | 13 s 85        |

| Rang | Pays       | Athlète               | Temps           |
| ---- | ---------- | --------------------- | --------------- |
| 1    | États-Unis | David Oliver          | 13 s 31 Q       |
| 2    | Pologne    | Artur Noga            | 13 s 34 Q (PB)  |
| 3    | Espagne    | Jackson Quinonez      | 13 s 40 Q (=SB) |
| 4    | Jamaïque   | Maurice Wignall       | 13 s 40 Q       |
| 5    | Chine      | Shi Dongpeng          | 13 s 42         |
| 6    | Pays-Bas   | Marcel van der Westen | 13 s 45         |
| 7    | Barbade    | Ryan Brathwaite       | 13 s 59         |
| 8    | France     | Samuel Coco-Viloin    | 13 s 65         |

### Quart de finale (19 août)
Les trois premiers (Q) de chaque quart de finale et les quatre meilleurs temps (q) se sont qualifiés pour les demi-finales.
| Rang | Pays              | Athlète                | Temps          |
| ---- | ----------------- | ---------------------- | -------------- |
| 1    | États-Unis        | David Payne            | 13 s 24 Q      |
| 2    | Tchéquie          | Petr Svoboda           | 13 s 41 Q      |
| 3    | Chine             | Shi Dongpeng           | 13 s 42 Q      |
| 4    | Grèce             | Konstadínos Douvalídis | 13 s 46 q (RN) |
| 5    | Jamaïque          | Richard Phillips       | 13 s 48 q (SB) |
| 6    | Trinité-et-Tobago | Mikel Thomas           | 13 s 62 (PB)   |
| 7    | Russie            | Igor Peremota          | 13 s 70        |
| 8    | Porto Rico        | Héctor Cotto           | 13 s 73        |

| Rang | Pays         | Athlète            | Temps          |
| ---- | ------------ | ------------------ | -------------- |
| 1    | Cuba         | Dayron Robles      | 13 s 19 Q      |
| 2    | Pologne      | Artur Noga         | 13 s 36 Q (PB) |
| 3    | Pays-Bas     | Gregory Sedoc      | 13 s 43 Q (SB) |
| 4    | France       | Samuel Coco-Viloin | 13 s 51 q      |
| 5    | Royaume-Uni  | Andrew Turner      | 13 s 53        |
| 6    | Corée du Sud | Lee Jung-joon      | 13 s 55 (RN)   |
| 7    | Bahamas      | Shamar Sands       | 13 s 55        |
| 8    | Géorgie      | David Ilariani     | 13 s 74        |

| Rang | Pays        | Athlète                 | Temps          |
| ---- | ----------- | ----------------------- | -------------- |
| 1    | Jamaïque    | Maurice Wignall         | 13 s 36 Q (SB) |
| 2    | Barbade     | Ryan Brathwaite         | 13 s 44 Q      |
| 3    | Colombie    | Paulo Villar            | 13 s 46 Q      |
| 4    | Pays-Bas    | Marcel van der Westen   | 13 s 48 q      |
| 5    | Hongrie     | Dániel Kiss             | 13 s 63        |
| 6    | Royaume-Uni | Allan Scott             | 13 s 66        |
| 7    | Haïti       | Dudley Dorival          | 13 s 71 (SB)   |
| 8    | Qatar       | Mohamed Issa Al-Thawadi | disqualifié    |

| Rang | Pays         | Athlète          | Temps       |
| ---- | ------------ | ---------------- | ----------- |
| 1    | États-Unis   | David Oliver     | 13 s 16 Q   |
| 2    | France       | Ladji Doucouré   | 13 s 39 Q   |
| 3    | Espagne      | Jackson Quiñónez | 13 s 47 Q   |
| 4    | Nigeria      | Selim Nurudeen   | 13 s 66     |
| 5    | Îles Caïmans | Ronald Forbes    | 13 s 72     |
| 6    | Chine        | Ji Wei           | 13 s 80     |
| 7    | Brésil       | Anselmo da Silva | 13 s 84     |
| 8    | Slovénie     | Damjan Zlatnar   | non-partant |

### Séries (18 août)
Les quatre premiers (Q) de chacune des six séries ainsi que les huit meilleurs temps (q) se sont qualifiés pour les quarts de finale.
Ce 110 m haies est privé dès ces séries de plusieurs favoris, le champion olympique et du monde en titre Liu Xiang a déclaré forfait après un faux-départ, le vice-champion du monde et olympique Terrence Trammell, blessé et le champion d'Europe Stanislavs Olijars ont été tous éliminés. Finalement, avec tous ces abandons, seulement huit athlètes ont été éliminés du tour suivant.
| Rang | Pays        | Athlète          | Temps     |
| ---- | ----------- | ---------------- | --------- |
| 1    | Cuba        | Dayron Robles    | 13 s 39 Q |
| 2    | Royaume-Uni | Andrew Turner    | 13 s 56 Q |
| 3    | Chine       | Ji Wei           | 13 s 57 Q |
| 4    | Jamaïque    | Richard Phillips | 13 s 60 Q |
| 5    | Russie      | Evgeniy Borisov  | 13 s 90   |
| 6    | Ouzbékistan | Oleg Normatov    | 14 s 00   |
| 7    | Croatie     | Jurica Grabušic  | 14 s 18   |

| Rang | Pays              | Athlète          | Temps          |
| ---- | ----------------- | ---------------- | -------------- |
| 1    | États-Unis        | David Oliver     | 13 s 30 Q      |
| 2    | Espagne           | Jackson Quiñónez | 13 s 41 Q      |
| 3    | Bahamas           | Shamar Sands     | 13 s 45 Q      |
| 4    | Pays-Bas          | Gregory Sedoc    | 13 s 50 Q (SB) |
| 5    | Corée du Sud      | Lee Jung-joon    | 13 s 65 q      |
| 6    | Trinité-et-Tobago | Mikel Thomas     | 13 s 69 q (PB) |
| 7    | Slovénie          | Damjan Zlatnar   | 13 s 84 q      |

| Rang | Pays         | Athlète         | Temps          |
| ---- | ------------ | --------------- | -------------- |
| 1    | Colombie     | Paulo Villar    | 13 s 37 Q (SB) |
| 2    | Barbade      | Ryan Brathwaite | 13 s 38 Q (RN) |
| 3    | Tchéquie     | Petr Svoboda    | 13 s 43 Q      |
| 4    | Chine        | Dongpeng Shi    | 13 s 53 Q      |
| 5    | Îles Caïmans | Ronald Forbes   | 13 s 59 q (RN) |
| 6    | Porto Rico   | Héctor Cotto    | 13 s 72 q      |
| 7    | Haïti        | Dudley Dorival  | 13 s 78 q (SB) |
| 8    | Pakistan     | Abdul Rashid    | 14 s 52        |

| Rang | Pays        | Athlète          | Temps          |
| ---- | ----------- | ---------------- | -------------- |
| 1    | États-Unis  | David Payne      | 13 s 42 Q      |
| 2    | France      | Ladji Doucouré   | 13 s 52 Q      |
| 3    | Nigeria     | Selim Nurudeen   | 13 s 58 Q (PB) |
| 4    | Jamaïque    | Maurice Wignall  | 13 s 61 Q (SB) |
| 5    | Biélorussie | Maksim Lynsha    | 13 s 86        |
| 6    | Tchéquie    | Stanislav Sajdok | 13 s 89        |
| 7    | Japon       | Masato Naito     | 13 s 96        |

| Rang | Pays       | Athlète                      | Temps          |
| ---- | ---------- | ---------------------------- | -------------- |
| 1    | Pologne    | Artur Noga                   | 13 s 53 Q      |
| 2    | Russie     | Igor Peremota                | 13 s 59 Q      |
| 3    | Hongrie    | Dániel Kiss                  | 13 s 61 Q (SB) |
| 4    | Brésil     | Anselmo da Silva             | 13 s 81 Q      |
| 5    | Madagascar | Joseph-Berlioz Randriamihaja | 13 s 91        |
|      | États-Unis | Terrence Trammell            | abandon        |
|      | Lettonie   | Stanislavs Olijars           | non-partant    |

| Rang | Pays        | Athlète                 | Temps          |
| ---- | ----------- | ----------------------- | -------------- |
| 1    | Grèce       | Konstadínos Douvalídis  | 13 s 49 Q (RN) |
| 2    | Pays-Bas    | Marcel van der Westen   | 13 s 54 Q      |
| 3    | Royaume-Uni | Allan Scott             | 13 s 56 Q      |
| 4    | France      | Samuel Coco-Viloin      | 13 s 60 Q      |
| 5    | Qatar       | Mohamed Issa Al-Thawadi | 13 s 64 q (SB) |
| 6    | Géorgie     | David Ilariani          | 13 s 75 q      |
|      | Chine       | Liu Xiang               | non-partant    |

## Légende
Records et Performances
- AR : Record continental (area record)
- CR : Record des championnats (championship record)
- MR : Record du meeting (meet record)
- NR : Record national (national record)
- OR : Record olympique (olympic record)
- PR : Record paralympique (paralympic record)
- PB : Record personnel (personal best)
- SB : Meilleure performance personnelle de la saison (season's best)
- WL : Meilleure performance mondiale de l'année (world leader)
- WJR : Record du monde junior (world junior record)
- WR : Record du monde (world record)

Circonstances et Conditions
- DNF : N'a pas terminé (did not finish)
- DNS : N'a pas pris le départ (did not start)
- DQ : Disqualification (disqualification)
- NM : Aucun essai valable enregistré (No Mark)
- Q : Qualifié « directement » au prochain tour (ou à la prochaine compétition), lors d'une compétition majeure, grâce au classement ou à la réalisation des minima (automatic qualifier)
- q : Qualifié au prochain tour (ou à la prochaine compétition), lors d'une compétition majeure, grâce au repêchage ou à la réalisation de l'une des meilleures performances parmi celles des « non qualifiés directement » (grâce au meilleur temps ou à la meilleure distance par exemple) (secondary qualifier)